# QBE Україна

## QBE Україна
«QBE Україна» (представляє міжнародну групу QBE Insurance Group) – це перша міжнародна страхова компанія в Україні. Вона почала свій бізнес в Україні у 1998 році. «QBE Україна» займається 25 видами класичного страхування, спеціалізується на корпоративному страхуванні великого та середнього бізнесу, зокрема на страхуванні усіх видів майна – індустріальних, комерційних об’єктів, будівельних проектів, вантажоперевезень морським та наземним транспортом, автомобільної та спецтехніки усіх видів.
«QBE Україна» має репутацію однієї з провідних та найнадійніших страхових компаній на українському ринку.  Завдяки приналежності до міжнародної групи «QBE Україна» має належні ресурси для страхового покриття найдорожчих об’єктів найбільших корпорацій України. Компанія є одним із найбільших морських перестрахувальників українських компаній через свій підрозділ British Marine, а також одним із найбільших авіаційних андерайтерів через синдикат 5555. 
30 жовтня 2015 року була закрита угода з продажу компанії канадській фінансовій групі Fairfax. Новий бренд матиме назву Colonnade Ukraine, a Fairfax company. 

## Керівництво
Генеральний директор - Святослав Ярошевич. 
Менеджер з регіонального розвитку - Ігор Верич.

## Політика компанії
Ключовими принципами діяльності «QBE Україна» є якісний андерайтинг та консервативна інвестиційна політика – це забезпечує належний обсяг резервів, достатній для гарантування своєчасних виплат за всіма зобов’язаннями.
«QBE Україна» надає послуги страхування переважно за участю страхових посередників – брокерів. Це сприяє підвищенню якості страхових послуг для клієнтів, а також допомагає максимальному розповсюдженню страхових продуктів компанії по всій території країни.

## Страховий портфель

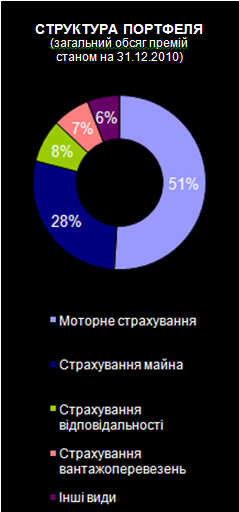
Структура портфеля QBE Україна

«QBE Україна» займається 25 видами класичного страхування, наприклад:
- Моторне страхування
- Страхування майна
- Страхування відповідальності
- Страхування вантажоперевезень
- Страхування від нещасних випадків
- Обов’язкове страхування відповідальності
- Страхування будівельних об’єктів та споруд
- Страхування спецтехніки
- Страхування бізнес-ризиків
- Страхування професійної відповідальності

## Фінансові результати
Річні фінансові показники «QBE Україна»
| У тис. грн.             | 2011    | 2010      | 2009   | 2008   | 2007     |
| ----------------------- | ------- | --------- | ------ | ------ | -------- |
| Зібрані страхові премії | 72 769  | 79 193    | 78 385 | 68 742 | 53 828   |
| Страхові виплати        | 24 443  | 33 625    | 19 648 | 43 725 | 10 400   |
| Активи                  | 100 101 | 91 401    | 94 569 | 79 073 | 68 473   |
| Чистий прибуток         | 847     | (-13 456) | 9500   | 29 047 | (-9 564) |

## Web-продукти
Компанія розробила і впровадила в кінці 2010 року web-платформу, що дозволяє партнерам компанії - страховим посередникам - працювати з продуктами «QBE Україна» в режимі віддаленого доступу через мережу інтернет. На додаток до ключових вигод використання платформи - таких як доступність з будь-якого куточка світу, гнучкість умов страхування при наявності оптимальної вибірки параметрів, істотна економія часу на оформлення поліса та ін. - даний спосіб управління страховим полісом дозволяє скоротити адміністративну складову продукту вдвічі.   Серед web-продуктів компанії «QBE Україна»: моторне страхування (КАСКО, страхування відповідальності, страхування від нещасного випадку); майнове страхування (страхування вогневих ризиків); страхування НС (обов'язкові види страхування НС, добровільні види страхування НС: корпоративні та особисті); обов'язкове страхування цивільної відповідальності власників транспортних засобів (ОСАГО), страхування для юридичних осіб - малого та середнього бізнесу, з оборотом до 100 млн грн.
Сьогодні web-платформа охоплює близько 40 партнерів та 200 користувачів. Це забезпечує зростання клієнтської мережі «QBE Україна» на 40% в таки містах, як Київ, Дніпропетровськ, Донецьк, Одеса, Харків, Львів, Запоріжжя та ін. За підсумками 2011 р., онлайн поліси склали 10% від загального обсягу продажів компанії.

## Додаткові матеріали
- Інтерв'ю Генерального директора СК "QBE Україна"[недоступне посилання з травня 2019]